# Faluche (sombrero)

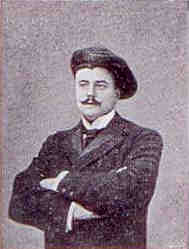
Adolphe Foucart con un faluche, 1898.

Un faluche es un tipo de gorra tradicionalmente utilizada por los estudiantes en Francia. Es una especie de boina de terciopelo negro, decorada con cintas de colores y apliques.
Varios grupos estudiantiles utilizan el faluche como elemento distintivo, especialmente los bitardos, basochardos, y faluchardos. Con anterioridad, el faluche solo se asociaba exclusivamente con los faluchardos, existe otros elementos folclóricos relacionados con el faluche.

## Historia
Luego de las demostraciones de 1884, se formó la asociación de estudiantes Association générale des étudiants de París ("A"). El 12 de junio de 1888, los estudiantes parisinos fueron invitados a celebrar el 800 aniversario de la Universidad de Bolonia. Durante la celebración, los estudiantes franceses se sintieron algo cohibidos frente a los estudiantes de las otras universidades. La vestimenta de la delegación francesa era una vestimenta oscura adornada con una pequeña rosa en el ojal, y una cinta en saltire con los colores de la ciudad de París. En cambio otros estudiantes europeos, tenían una variedad de vestimentas y peinados: los estudiantes belgas de escuelas seculares tenían pennes, y los de escuelas católicas portaban callotes; los españoles estaban adornados con cintas que proclamaban su pertenencia a universidades específicas; los alemanes tenían sus propios modelos de sombrero; los suizos utilizaban delgados kepis con pequeñas viseras; los italianos usaban un sombrero estilo Luis XI.
Por ello los estudiantes franceses decidieron crear un estilo específico de gorra para ellos. Eligieron la boina negra de terciopelo de los habitantes de la zona de Bolonia, como homenaje y en recuerdo al congreso de estudiantes de Bolonia.
El 25 de junio de 1888, la fecha del regreso de los estudiantes a París, es que la faluche fue lanzada. Su popularidad se difundió con motivo del 600 aniversario de la Universidad de Montpellier el 25 de mayo de 1890. De allí rápidamente la tradición pasó a otras ciudades, con el agregado posterior de apliques y cintas.

## Otro folclore estudiantil

### En Francia
- Las tradiciones de Gadz'Arts of the Arts et Métiers ParisTech (ENSAM)
- La blusa de la Université de technologie de Belfort-Montbéliard
- El bloque de piedra en ciertas classes prépa
- Bitardos en Poitiers
- Boinas de diversos colores en ENI

### Gorros de estudiantes en el mundo
- Bélgica: alto, béret d'art, bierpet, calotte y penne
- Gran ducado de Luxemburgo: gorra
- Italia: feluca (también llamada pileo, goliardo o berretto universitario)
- Suiza: Stella
- Portugal: Capa
- España : Tuna
- Polonia: Czapka studencka
- Países escandinavos: studentmossa

### Sitios web de ciudadesfaluchard
- Site national de la faluche
- Site des faluchards d'Aix-en-Provence
- Site des faluchards de Grenoble
- Site des Faluchards Associatifs Drôme Ardèche
- Site des Faluchards Associatifs Lyonnais
- Site des faluchards de Montpellier (enlace roto disponible en Internet Archive; véase el historial, la primera versión y la última).
- Site de la faluche nancéienne
- Site de l'association des Faluchards Inter Filières (AFIF)
- Site de l'association des Faluchards Toulonnais
- Site "général" de la faluche dans le sud de la france (orag / forum)

### Códigosfaluche
- Code national de la faluche
- Code national illustré de la faluche
- Code de la faluche alsacienne (enlace roto disponible en Internet Archive; véase el historial, la primera versión y la última).
- Code de la faluche montpelliéraine
- Code de la faluche bisontine (enlace roto disponible en Internet Archive; véase el historial, la primera versión y la última).
- Code de la faluche marseillaise

### Otros
- Généalogie Falucharde Lyonnaise
- forum pour les carabins faluchards, mais aussi tous les satins carabinophiles
- Manifeste du carabin, sur le sens de la faluche chez les carabins (étudiants en médecine)
- la feluca italienne (en italien)
- calotte (Belgium)
- (enlace roto disponible en Internet Archive; véase el historial, la primera versión y la última).

- Datos: Q2014036
- Multimedia: Faluches / Q2014036